# Punica (botanica)
Punica (L., 1753) è un genere di piante appartenente alla famiglia delle Lythraceae, originario del Medio Oriente.
Nel sistema Cronquist questo genere era classificato in una famiglia a sé, Punicaceae (Bercht. & J.Presl, 1825).

## Tassonomia
Comprende due specie di arbusti, originari di una regione che va dall'Iran alla zona himalayana dell'India settentrionale, e diffuso sin dall'antichità nell'intera zona mediterranea e nel Caucaso.
Punica granatum L.è il comune melograno, pianta a portamento cespuglioso, alta fino a 2-4 m, ma in terreno profondo e fertile fino a 7 m.:Le foglie sono caduche, lanceolate, non molto grandi di colore verde lucente, i fiori sono solitari o riuniti in mazzetti all'estremità dei rami, di colore rosso vivace,
con varietà a fiori semplici o doppi, di colore rosso, rosa, bianco o screziati, fioritura in giugno-agosto
Il frutto, detto balausta, è comunemente noto con il nome di "melagrana". Questo frutto, giunse in Europa grazie alle rotte marittime internazionali dei mercanti Fenici.

Punica protopunica Balf. f.
melograno di Socotra, è una specie quasi sconosciuta, in pericolo di estinzione, endemica dell'isola di Socotra nell'Oceano indiano (Yemen). Si presenta come un alberello alto circa 3-5 m, con fiori di colore rosso brillante e frutti di colore che va dal verde al rosso scuro a maturità.: